# Naviglio Pallavicino
Il naviglio Pallavicino, altresì noto come naviglio Grande Pallavicino o solamente naviglio Grande è un canale artificiale a scopo irriguo che scorre nelle province di Bergamo e Cremona. La sua lunghezza è di circa 30 km.

## Storia
La sua realizzazione venne operata a partire dal 1512 da parte del marchese Galeazzo Pallavicino, già capitano delle truppe francesi che sconfissero l'esercito veneziano nella battaglia di Agnadello, e all'epoca proprietario di un vasto appezzamento di terreni portatogli in dote dalla moglie Elisabetta Sforza.

Il Pallavicino, allo scopo di irrigare i suoi terreni e anche altri situati più a sud, allargò e riadattò un cavo già esistente, la roggia Pumenenga, che derivava le sue acque direttamente dall'Oglio.

## Idrografia

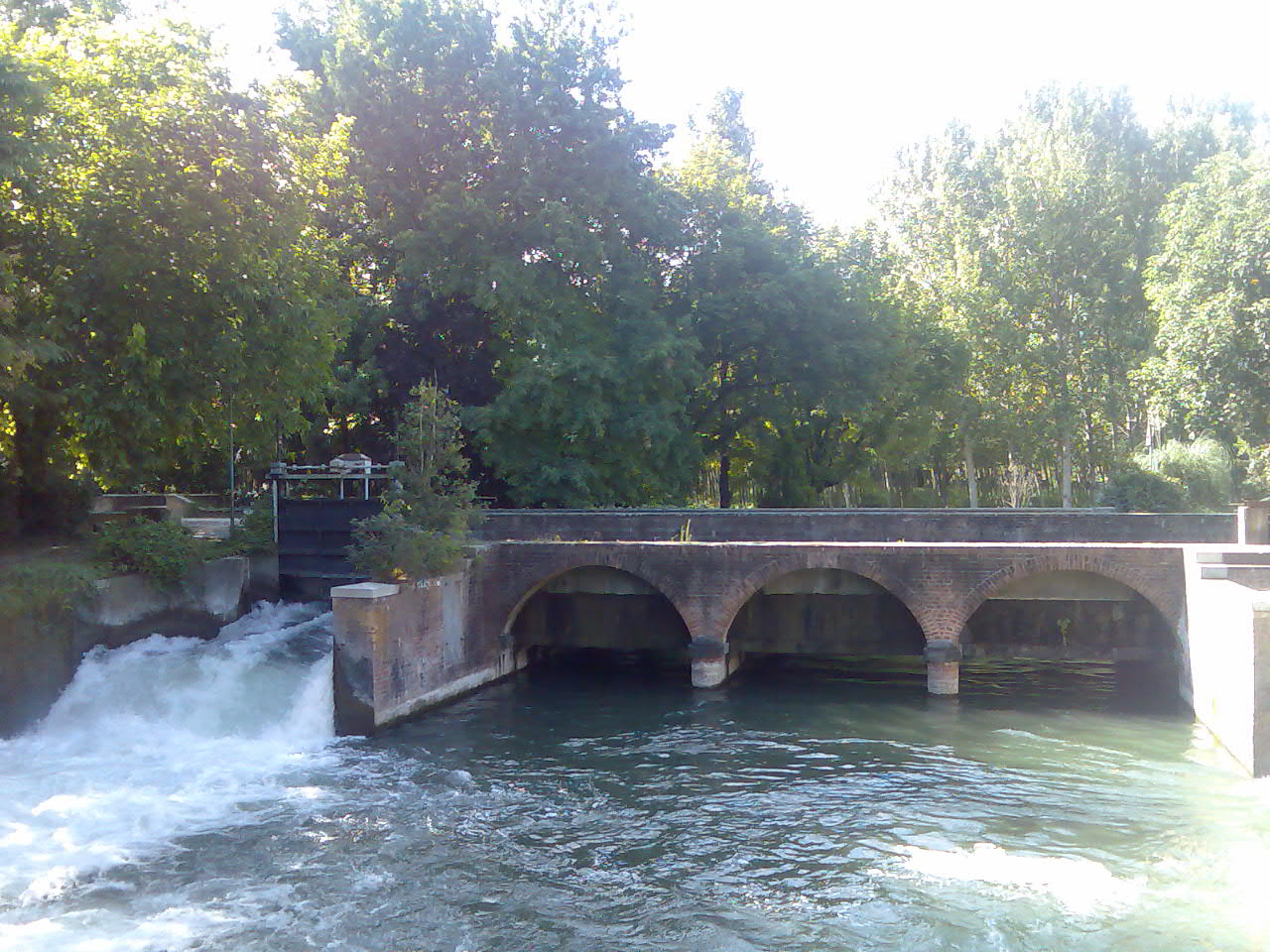
Il canale Vacchelli sovrappassa il naviglio alle Tombe Morte e vi riversa parte delle sue acque.

Il Naviglio Grande trae origine dal fiume Oglio tra Calcio e Pumenengo, in territorio bergamasco. Bagna i centri di Torre Pallavicina, che da esso prende il nome, e di Isengo (frazione di Soncino), dove entra in territorio cremonese.

Scorrendo verso sud, lambisce l'abitato di Ticengo e attraversa Cumignano, prima di incontrare un altro importante corso d'acqua, il naviglio Civico di Cremona, in corrispondenza del nodo idraulico delle Tombe Morte.

Alle Tombe Morte il naviglio Pallavicino è scavalcato dal naviglio Civico mediante un'antica navazza (nome con cui sono note, nella bassa pianura lombarda, le strutture mediante cui un canale artificiale sovrappassa un altro corso d'acqua) realizzata in mattoni, dopodiché riceve un contributo fondamentale in termini di portata da parte del canale Vacchelli, che qui termina il suo corso.

Da questo punto in poi, per diversi chilometri, i due navigli procedono pressoché paralleli e piuttosto ravvicinati tra di essi, assieme a una decina di rogge di piccolo calibro, dando luogo a quella che è considerata una curiosa opera di ingegneria idraulica e che si manifesta nel modo più naturale nei cosiddetti Tredici Ponti di Genivolta, che sono appunto quelli mediante i quali la strada provinciale (ex statale 498) "Soncinese" attraversa i due canali e le undici rogge che li affiancano.

Nelle vicinanze di Mirabello (frazione di Casalmorano), si stacca sulla sinistra la Ciria, importante dispensatore a scopo irriguo che alimenta le utenze sino al settore orientale della provincia.

Il vaso principale, seppur decurtato di gran parte delle sue acque deviate verso la Ciria, prosegue verso Casalbuttano ove incrocia nuovamente il naviglio Civico, sorpassandolo per mezzo di una robusta navazza, e allontanandosi poi definitivamente da esso, puntando decisamente verso est.

Il naviglio Pallavicino propriamente detto ha termine presso la Cascina Graffignana, sita sulla strada provinciale "Quinzanese" tra l'omonimo santuario e Cignone. Immediatamente oltre il ponte, il naviglio si divide in due. Il cavo che deriva sulla sinistra prende il nome di Canobbia Vecchia e si dirige verso Olmeneta nei cui pressi confluisce nella Ciria; l'altro canale (preesistente al naviglio e originariamente alimentato da risorgive, oggi scomparse) prosegue in direzione est, con il nome di Ciria Vecchia, confluendo anch'esso nella Ciria nel centro di Olmeneta.

La Ciria prosegue in direzione di Corte de' Frati, Grontardo, Pescarolo ed Uniti e oltre, sino ai confini orientali della provincia.

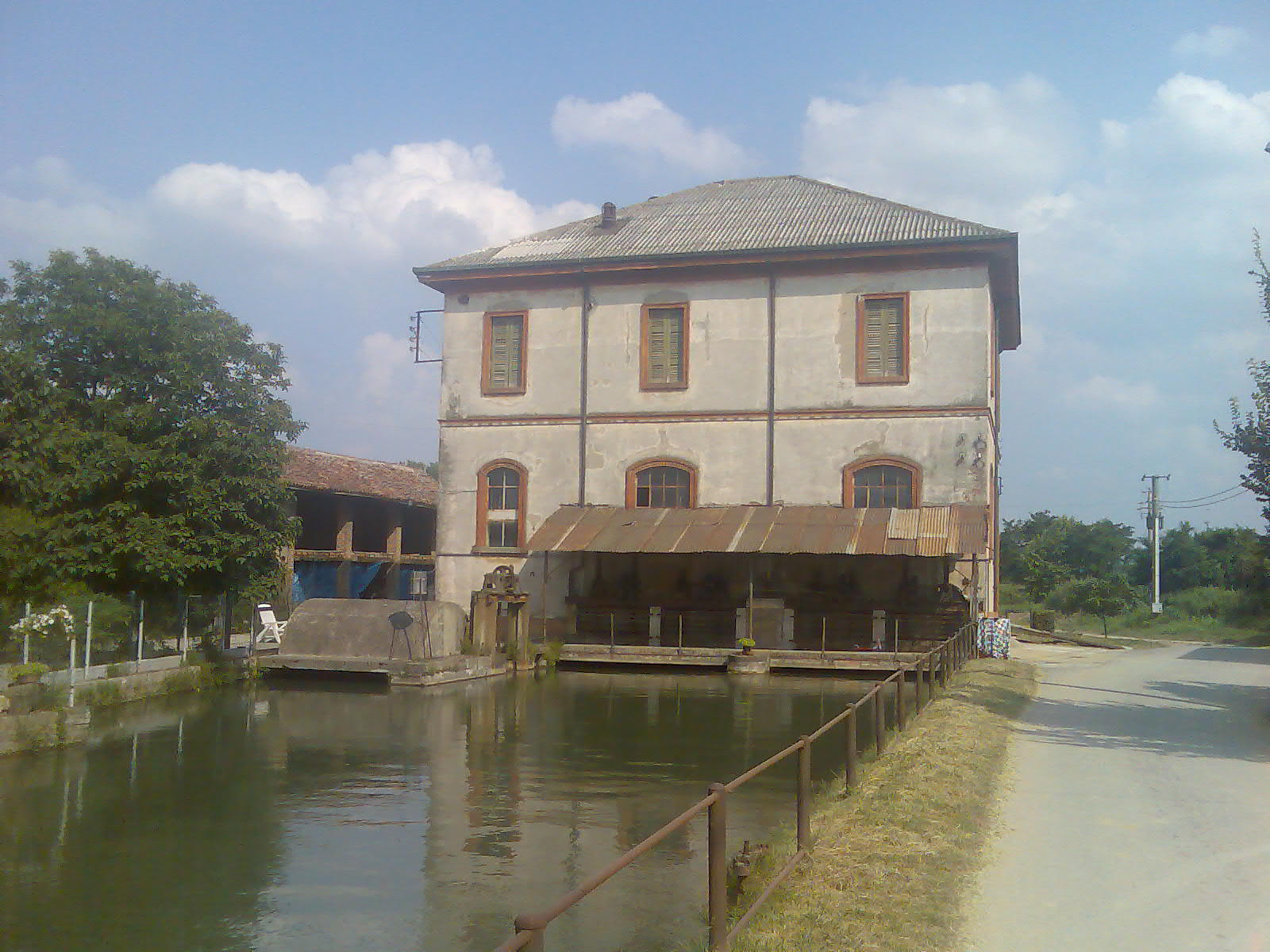
La vecchia centrale idroelettrica di Mirabello Ciria, frazione di Casalmorano.

## Utilizzo delle acque
Il naviglio alimentava, in corrispondenza di alcuni piccoli salti causati dalla pendenza, numerosi mulini (ben conservati quello di Cumignano, nel centro del paese, e quello di Casalbuttano, nelle vicinanze della stazione ferroviaria), oggi soppiantati nelle loro funzioni da strutture più moderne.

Lo stesso principio è stato sfruttato, tra il 1920 e il 1940, per la produzione di energia elettrica. Vennero realizzate tre centrali idroelettriche a Genivolta, Mirabello e Campagnola (quest'ultima sulla Ciria), con una potenza complessiva prodotta di circa 230 kW. Dopo la seconda guerra mondiale, con la nazionalizzazione della produzione di elettricità, le tre centrali furono dismesse perché considerate poco redditizie.
La rete irrigua formata dal naviglio Pallavicino, dalla Ciria, dalla Canobbia e da tutte le loro diramazioni e derivazioni è chiamata da secoli condominio Pallavicino ed è gestita attualmente dal Consorzio per l'incremento dell'irrigazione nel territorio cremonese, o più brevemente Consorzio per l'irrigazione cremonese.